# محمد درمنش
محمد درمنش (زادهٔ ۱۲ مهر ۱۳۳۹ - تهران) یک کارگردان، تهیه‌کننده و فیلمبردار سینما و تلویزیون است.

## زندگی
درمنش متولد ۱۳۳۹ در تهران است، او فارغ‌التحصیل کارشناسی ارشد در رشته فیلمبرداری سینما است. وی فعالیت فیلمسازی را سال ۱۳۵۹ در مرکز «تل فیلم» وابسته به سازمان صدا و سیما آغاز کرد، او در سال ۱۳۶۰ وارد حوزه هنری شد و پس از مدیریت فیلمبرداری ۱۳ فیلم سینمایی به تهیه‌کنندگی و کارگردانی در سینمای حرفه‌ای روی آورد. فیلم‌های سینمایی دوشیزه، هیام، ماه وش، آژانس ازدواج و معبد جان تجارب کارگردانی او در سینماست و تهیه کنندگی فیلم سینمائی آن شب نیز که تماماً در امریکا و با بازی شهاب حسینی فیلمبرداری گردیده آخرین کار تهیه کنندگی او است. وی عضو کانون کارگردانان سینما و همچنین از اعضای انجمن تهیه‌کننده کارگردانان سینمای ایران است و مدیریت عامل مؤسسه آیت فیلم در زمره فعالیت‌های کنونی ایشان می باشد.

## سوابق اجرائی و مدیریتی[نیازمند منبع]
- مدیر واحد تولیدات تصویری شرکت سروش
- مدیر واحد آموزش تولید فیلم حوزه هنری
- عضویت در شورای بررسی پیام‌های بازرگانی اداره کل بازرگانی سازمان صدا و سیما
- عضویت در شورای طرح و برنامه معاونت امور استان‌های سازمان صدا وسیما، هفت سال
- عضویت در شورای سیاست گذاری و داوری جشنواره‌های آگهی برتر
- عضویت در شورای مرکزی کانون کارگردانان سینمای ایران
- ریاست شورای صنفی نمایش
- عضویت در شورای صدور پروانه ساخت و پروانه نمایش فیلم‌های ویدئوئی در وزارت فرهنگ و ارشاد اسلامی
- عضویت در شورای صدور مجوز سازمان‌ها و شرکت‌های تولید و پخش فیلم‌های سینمائی
- عضویت در هیئت مدیره انجمن سینمای جوان
- مجری طرح پروژه اکران آثار سینمائی ” مخاطب خاص ”
- عضویت در هیئت مدیره کانون پخش کنندگان فیلم سینمائی
- عضویت در کمیته‌های انتخاب یا هیئت داوری جشنواره‌های:
- امور استان‌های سازمان صدا و سیما در پنج دوره / جشنواره نماز و نیایش
- جشنواره فیلم رشد / جشنواره پلیس / جشنواره فیلم کوثر / جشنواره سینمای دفاع مقدس
- جشنواره فیلم‌های انسان دوستانه / جشنواره اصلاح الگوی مصرف / جشنواره آئینه و آفتاب
- جشنواره فیلم کوتاه تهران / جشنواره حقیقت / جشنواره مستقل آثار ویدئوئی
- جشنواره فیلم شهر / جشنواره ملی فیلم دانشجوئی / و جشنواره فیلم فجر

## فیلم‌شناسی

### کارگردان
- آژانس ازدواج (۱۳۸۹)
- معبد جان (۱۳۸۷)
- ماه وش (۱۳۸۶)
- کاندیداتور (۱۳۸۴)
- هیام (۱۳۸۲)
- دوشیزه (۱۳۸۱)

### نویسنده
- هیام (۱۳۸۲)
- دوشیزه (۱۳۸۱)

### تهیه‌کننده
- آن شب (۱۳۹۸)
- آژانس ازدواج (۱۳۸۹)
- معبد جان (۱۳۸۷)
- ماه وش (۱۳۸۶)
- کاندیداتور (۱۳۸۴)

### مدیریت فیلمبرداری
- جان‌سخت (۱۳۷۶)
- سینما سینماست (۱۳۷۶)
- کمین (۱۳۷۵)
- دایره سرخ (۱۳۷۴)
- شیرین و فرهاد (۱۳۷۴)
- منطقه ممنوع (۱۳۷۳)
- بر بال فرشتگان (۱۳۷۱)
- حماسه مجنون (۱۳۷۱)
- بدوک (۱۳۷۰)
- تعقیب سایه‌ها (۱۳۶۹)
- در جستجوی قهرمان (۱۳۶۷)

## جوایز و تقدیر
- جایزه ویژه هیئت داوران برای کارگردانی فیلم هیام از جشنواره دفاع مقدس
- جایزه بهترین کارگردانی برای فیلم هیام از جشنواره برون مرزی
- جایزه ستاد انتفاضه برای کارگردانی فیلم هیام
- جایزه منتقدین و نویسندگان سینمائی برای فیلمبرداری فیلم حماسه مجنون
- دیپلم افتخار از جشنواره دفاع مقدس برای فیلمبرداری فیلم حماسه مجنون
- کاندید بهترین فیلمبرداری جشنواره فجر برای فیلمبرداری فیلم حماسه مجنون